# Jacques Guyard
Pour les articles homonymes, voir Guyard.
Jacques Guyard, né le 19 novembre 1937 dans le 6e arrondissement de Paris, est un homme politique français. Membre du Parti socialiste, il était secrétaire d'État à l’Enseignement technique, député de la deuxième puis la première circonscription de l’Essonne et maire d’Évry.

## Biographie

### Origines et vie familiale
Jacques Guyard est né le 19 novembre 1937 à Paris. Il est issu d'une famille modeste (son père est cuisinier)[réf. nécessaire].

### Études et formation
Entré à l'école normale d'instituteurs en 1953, il réussit brillamment ses études, ce qui lui permet de préparer le concours d'entrée de l'École normale supérieure au lycée Chaptal. Lauréat du concours des instituts de préparation à l'enseignement secondaire (IPES), il obtient l'agrégation d'histoire en 1962. C'est en 1972 qu'il soutient sa thèse de troisième cycle en histoire.

### Carrière professionnelle et engagement syndical
Professeur au lycée de Châlons-sur-Marne en 1962, puis au lycée Arago de Paris, il est ensuite, en 1968, assistant à la Sorbonne, puis maître de conférences en histoire à l'université Paris I.
Les premiers engagement de Jacques Guyard furent syndicaux. Adhérent du Syndicat national des instituteurs à son entrée à l'école normale, il milita ensuite au syndicat national de l'enseignement secondaire à partir de 1958, et devient secrétaire national, chargé des « catégories jeunes » de ce syndicat en 1962.
Membre de la tendance « autonome », il siège à la commission administrative nationale du nouveau syndicat national des enseignements de second degré, créé en 1966, et se retrouve donc dans la minorité. Passé au syndicat national de l'enseignement supérieur en 1970, il siège dans les instances nationales de 1970 à 1972.
En 1973, il soutint l'initiative prise par des militants socialistes proches du CERES de constituer une tendance « unité et rénovation » au sein du SNES, censée organiser la reconquête de la majorité de ce syndicat passée en 1967 au courant « unité et action ».

### Carrière politique
Membre de la Convention des institutions républicaines, il rejoint le nouveau Parti socialiste dès 1970 et se retrouva au sein du courant CERES, animé par Jean-Pierre Chevènement. Premier secrétaire de la fédération de Paris du Parti socialiste de 1971 à 1974, il se consacre ensuite essentiellement à faire avancer la réflexion de son parti dans le domaine de l'éducation, au sein, notamment, du groupe « école et socialisme », dont il anime le bulletin régulier.
En 1974, en même temps qu'il quitte Paris pour s'installer à Évry, il rompt avec le CERES et rejoint la majorité mitterrandiste du PS.
Après un premier échec aux législatives de 1978, il est élu député de l'Essonne en 1981 et est ensuite constamment réélu jusqu'en 2002, année où il ne se représente pas. Conseiller municipal d'Évry en 1977, il est le maire de cette « ville nouvelle » de 1983 à 1999 et préside le syndicat d’agglomération nouvelle de 1977 à 1983, puis de 1999 à 2000.
De 1991 à 1992, il est secrétaire d'État à l'Enseignement technique.
Il fait ses adieux politiques en 2002 après avoir laissé sa place à la députation au nouveau maire d’Évry, Manuel Valls.
Jacques Guyard est mis en examen pour corruption et trafic d'influence dans le cadre de l’affaire SAGES par le juge Renaud Van Ruymbeke en 1992, pour des marchés passés entre ce cabinet d’études proche du Parti socialiste et la commune d’Évry dont il était maire, et pour les mêmes griefs dans le cadre de l’affaire de la SANE par le juge Jean-Marie d'Huy en février 1995.
Le 21 mars 2000, il est condamné en première instance par le tribunal de Paris à 20 000 francs d’amende et 90 000 francs de dommages et intérêts pour avoir qualifié de secte le mouvement anthroposophe sans « enquête sérieuse ». Il est relaxé en appel en 2001 car la Cour d'appel juge que, si les propos en question étaient bien « diffamatoires », Jacques Guyard était de « bonne foi » et « le juge n'est pas lié par les conclusions d'une Commission d'enquête et ne peut donc pas se prononcer sur la qualité des investigations menées par l'enquêteur ».
Le 9 mai 2000, il est condamné à un an de prison avec sursis pour recel de trafic d’influence dans l’affaire SAGES.

## Ouvrages
- Le miracle français, Paris, Le Seuil, 1965.
- Les Révolutions industrielles. L’ombre de l’argent, Saint-Cloud, Éditions du Burin-Martinsart, 1972.
- C’était en 1900 : Bondoufle, Courcouronnes, Évry, Lisses, Ris-Orangis, Paris, Association des éditeurs franco-genevois, 1985.
- 1789, 10 000 citoyens prennent la parole. Les cahiers de doléances de la région d’Évry-Corbeil, Paris, Association des éditeurs franco-genevois, 1988.
- Évry : ville nouvelle, 1960-2003 : la troisième banlieue, Évry, Espaces Sud, 2003.
- Collabore aussi aux ouvrages suivants :
  - Anticolonialistes et anti-esclavagistes : les défenseurs des droits de l’homme, Romorantin, Martinsart, Les Grands Révolutionnaires, 1978 (George Washington).
  - Naissance d’une autre école, Paris, La Découverte, 1984.
  - La réussite scolaire, un enjeu pour la ville, Paris, Association des éditeurs franco-genevois, 1989.